# فهرست دانشگاه‌های آلاباما
- دانشگاه آلاباما
- دانشگاه آلاباما در برمینگام
- دانشگاه آوبرن
- دانشگاه آلابامای جنوبی
- دانشگاه کشاورزی و مهندسی آلاباما
- دانشگاه آلابامای غربی